# Sicilské baroko

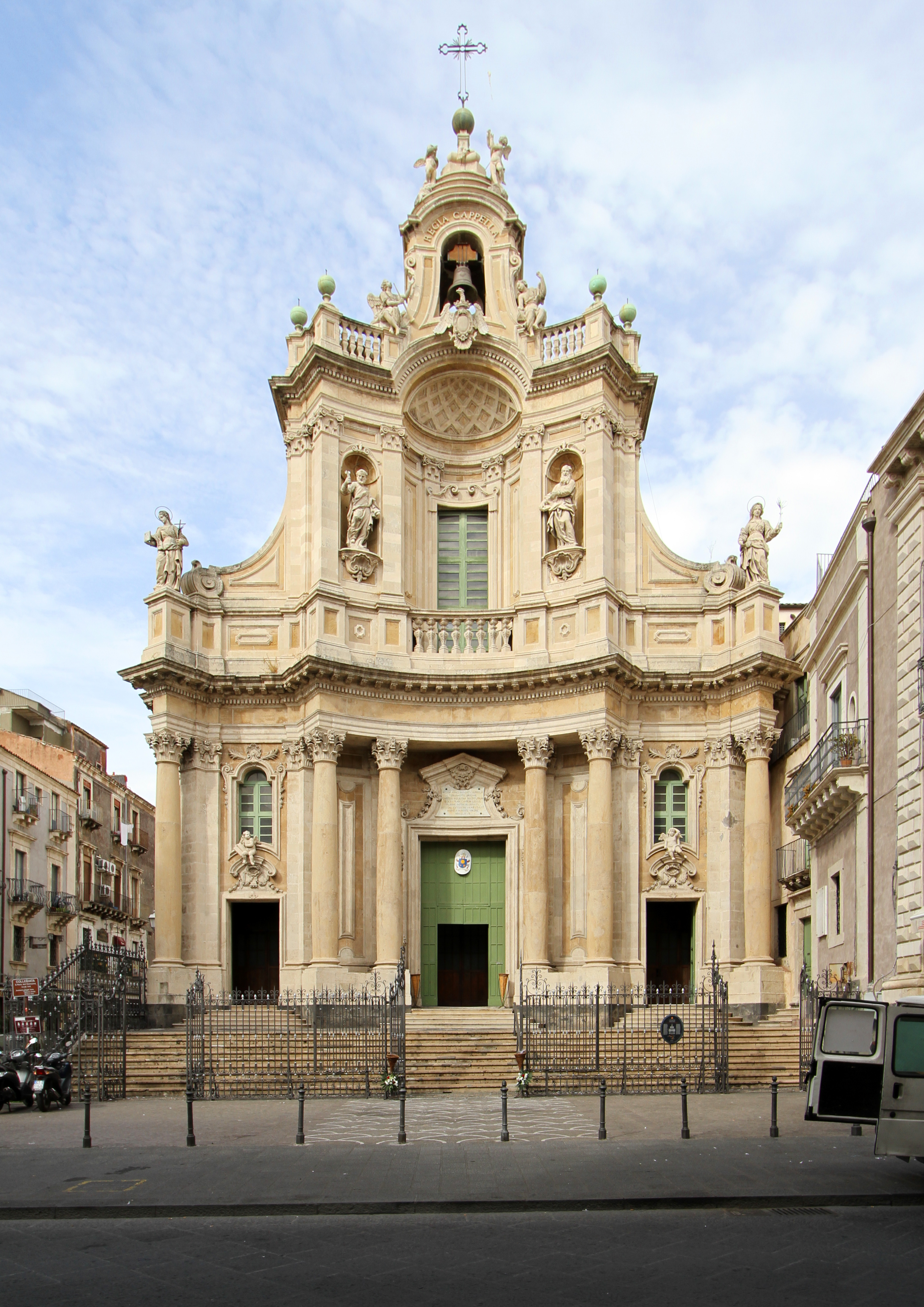
Basilica della Collegiata v Katánii, navržená Stefanem Ittarem, c. 1768

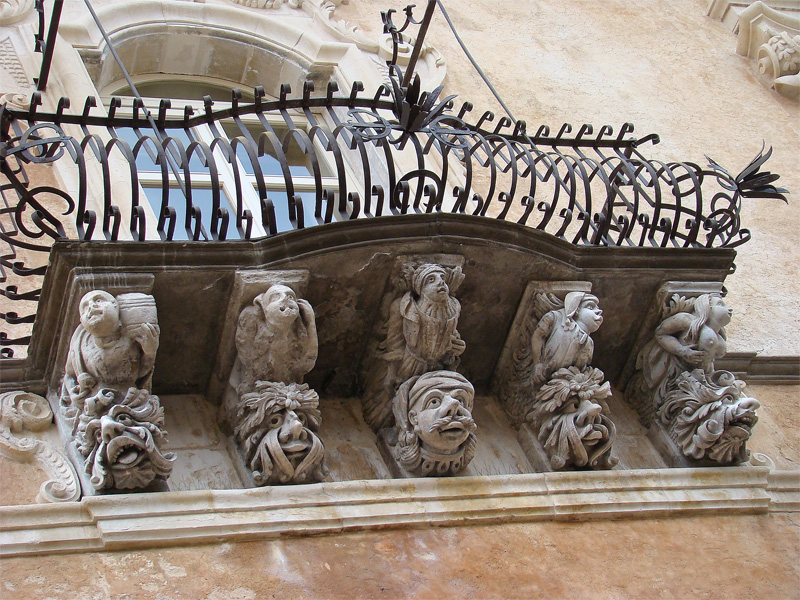
Balkon Palazzo Zacco v Raguse

Sicilské baroko je výrazná forma barokní architektury, která se vyvinula na Sicílii v 17. a 18. století, kdy byla součástí Španělského impéria. Styl je rozpoznatelný nejen podle jeho typických barokních křivek, ale také podle výrazných rozšklebených masek, putti a zvláštní okázalosti, která dala Sicílii jedinečnou architektonickou identitu.
Sicilský barokní styl se rozvinul zejm. během velkého nárůstu přestavby po masivním zemětřesení v roce 1693. Místní architekti, mnozí z nich školení v Římě, tak dostali mnoho příležitostí k tvorbě barokní architektury, která se stala populární v pevninské Itálii. Od 80. let 18. století byl barokní styl postupně nahrazován módním neoklasicismem.
Vysoce dekorativní období sicilského baroka trvalo sotva 50 let a dokonale odráželo společenské uspořádání ostrova v době, kdy byl sice formálně ovládaný Španělskem, ale ve skutečnosti byl řízen bohatou a často extravagantní aristokracií, v jejíž rukou byla zemědělsky zaměřená ekonomika. Barokní architektura dává ostrovu architektonický ráz, který přetrval do 21. století.

## Charakteristika

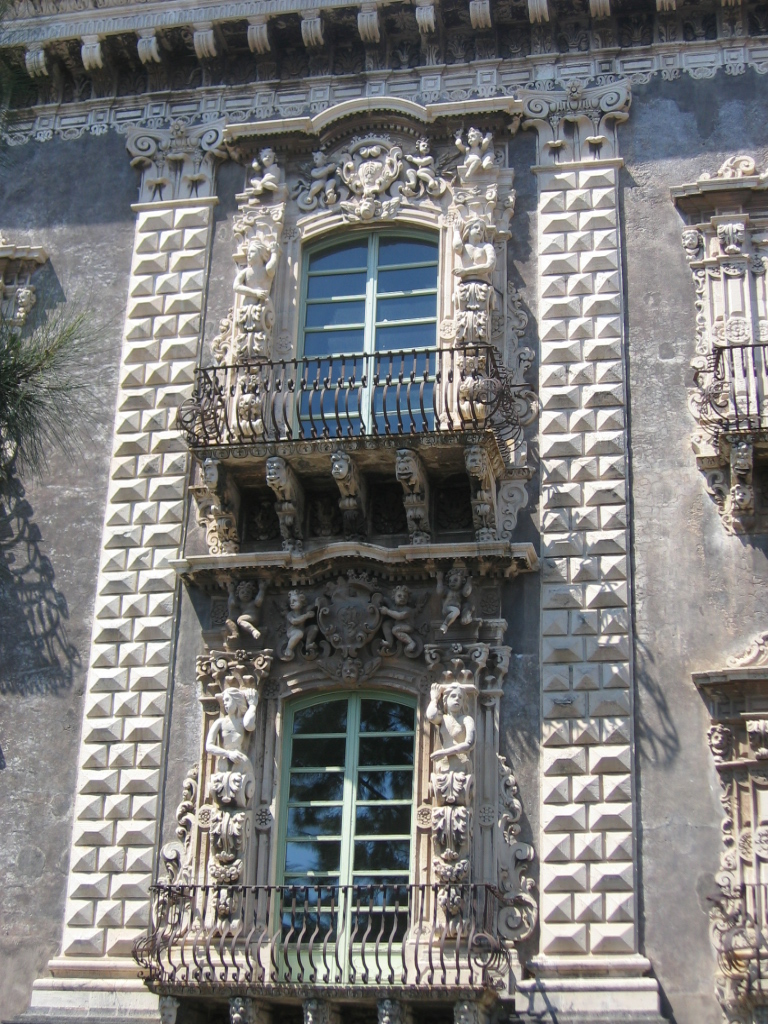
Univerzita v Katánii, navržená Vaccarinim a dokončená v roce 1752, je příkladem typického sicilského baroka s putti nesoucími balkon, kovanými železnými balustrádami, zdobenou rustikou a dvoubarevným lávovým zdivem – jde o výměnu běžnějších rustikálních stěn a hladkých pilastrů

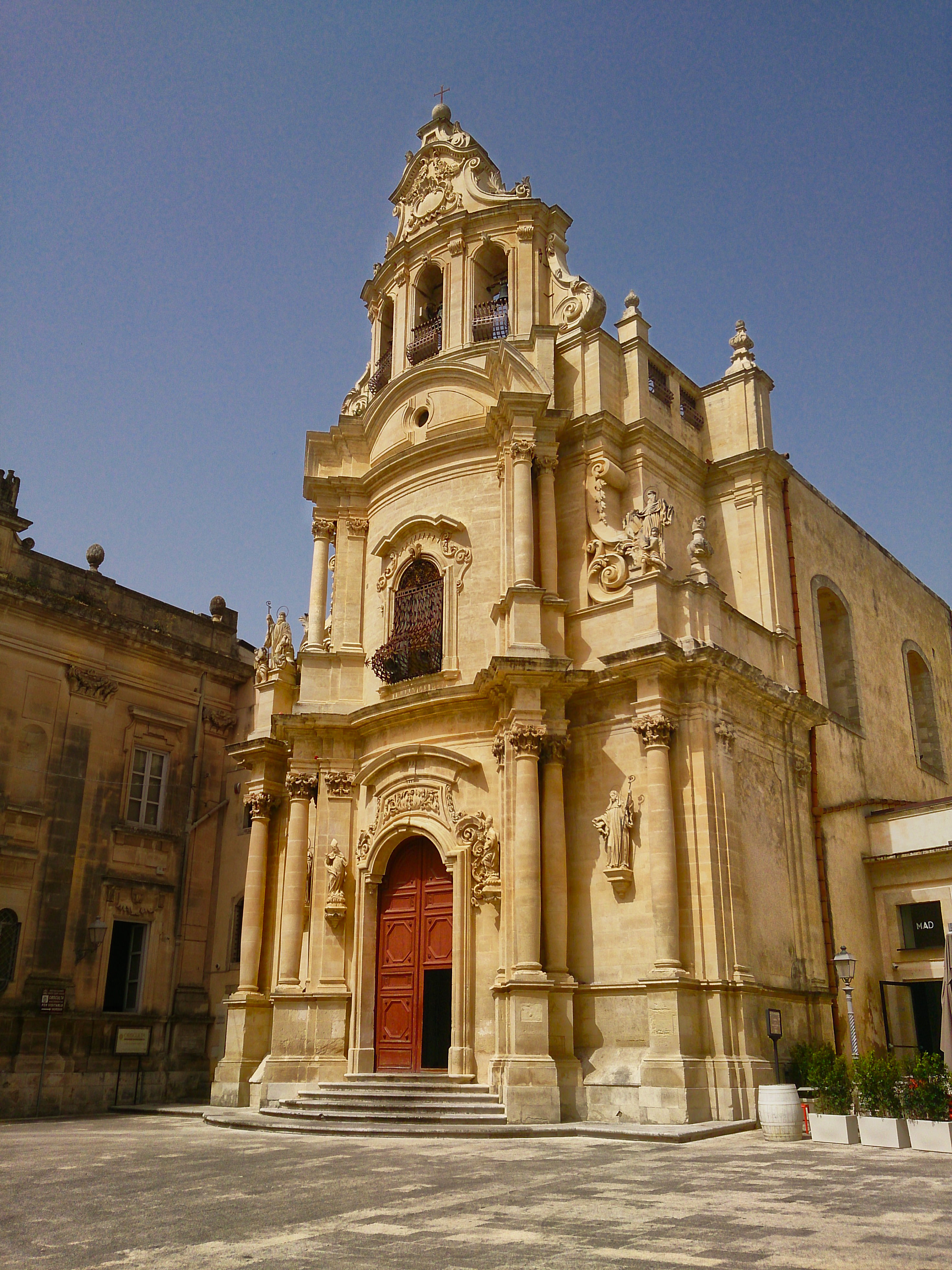
Sicilská zvonice korunuje kostel San Giuseppe Rosario Gagliardi v Raguse

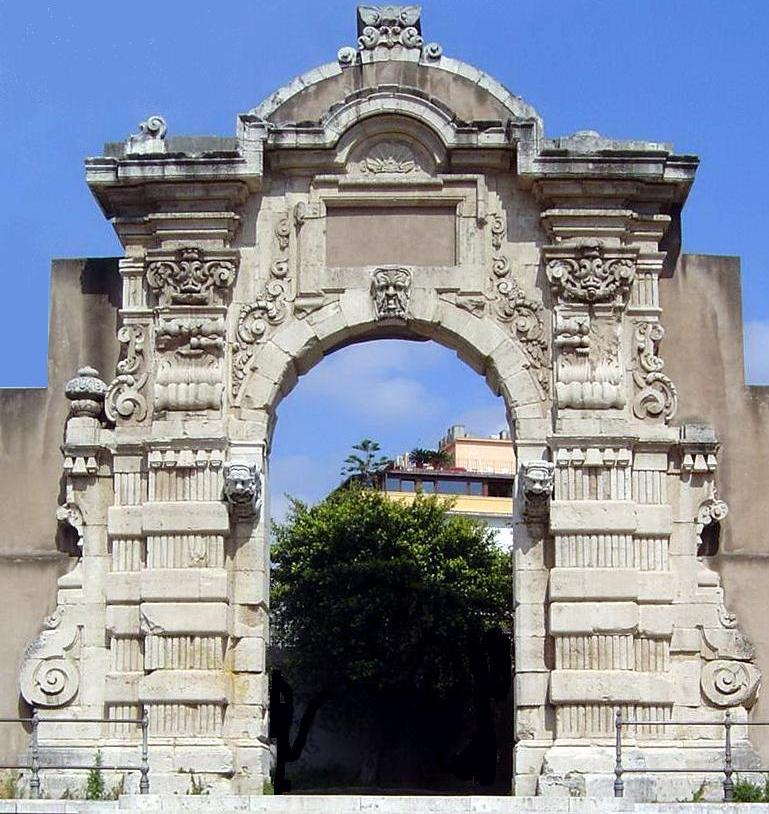
Porta Grazia v Messině

Barokní architektura je evropský fenomén pocházející z Itálie 17. století; je okázalý a bohatě zdobený a využívá efektu šerosvitu, hry světla a stínu na budovách.
Barokní styl na Sicílii byl z velké části omezen na budovy postavené církví a paláce, soukromá sídla sicilské aristokracie. Nejčasnější příklady tohoto stylu na Sicílii postrádaly individualitu a byly těžkopádnými napodobeninami budov Říma, Florencie a Neapole. Již v této rané fázi však provinční architekti začali do staveb začleňovat některé lidové rysy starší sicilské architektury. V polovině 18. století se barokní architektura na Sicílii výrazně lišila od architektury na pevnině a obvykle zahrnovala aspoň dva nebo tři z následujících prvků:
1. Groteskní masky a putti, často podpírající balkony nebo zdobící různé pásy kladí budov; tyto šklebící se nebo mračící se tváře jsou pozůstatkem sicilské architektury z doby před polovinou 17. století.[3]
2. Balkony, často doplněné složitými kovanými balustrádami po roce 1633 a prostšími balustrádami před tímto datem.[5]
3. Vnější schodiště. Většina vil a paláců byla navržena pro vjezd kočárem přes klenutý průchod v uliční fasádě, který vedl do vnitřního dvora. Z nádvoří vedla k piano nobile složitá dvojitá schodiště.[6]
4. Zkosené, konkávní nebo konvexní fasády.[7]
5. Sicilská zvonice. Zvonice nebyly umístěny vedle kostela ve věži zvonice, jak je běžné v pevninské Itálii, ale v hlavní fasádě. Často převyšují centrální štít. Ve velkém kostele s mnoha zvony to obvykle vedlo ke složitě vyřezávané a zdobené arkádě v nejvyšším bodě hlavního průčelí.[8] Zvonice patří k nejcharakterističtějším prvkům sicilské barokní architektury.[9]
6. Intarzovaný barevný mramor zasazený do podlah i stěn, zejména v interiérech kostelů. Tato forma intarzie se vyvíjela na Sicílii od 17. století.[10]
7. Sloupy, které jsou často rozmístěny jednotlivě, nesou prosté oblouky a vykazují tak vliv dřívějšího a mnohem jednoduššího normanského období.[11]
8. Zdobená rustika. Koncem 16. století sicilští architekti zdobili kamenné bloky obrazy listů, rybích šupin, mušlí i sladkostí; mušle se později staly jednou z nejrozšířenějších ozdob. Někdy byla rustika využila na sloupech místo stěnách, což jde proti očekávání a představuje téměř architektonický vtip.[4]
9. Využití sopečného lávového kamene. Byl použit při stavbě mnoha sicilských barokních staveb, protože byl nejsnáz dostupný. Na úpatí Etny žilo mnoho sochařů a kameníků, kteří vyráběli různé předměty, včetně balustrád, sloupů, fontán nebo sedadel.[12] Odstíny černé a šedé využívali k vytvoření kontrastních efektů – jsou dokladem barokního vztahu ke hře světla a stínu (chiaroscuro).[13]
10. Evropské vlivy:

- Vliv vládnoucích Španělů, zvláště patrný na východě Sicílie.[14]
- Vliv rakouského a německého baroka.
- Vliv francouzského baroka a stylů, které ovládaly dvůr ve Versailles.
- Vliv britského vkusu, umění a architektury.

V roce 2002 UNESCO zařadilo barokní památky ve Val di Noto na seznam světového dědictví.
 